# Pod Misárňami
Pod Misárňami este o arie protejată (arie specială de conservare — SAC, sit de importanță comunitară — SCI) din Slovacia întinsă pe o suprafață de 3,77 ha, integral pe uscat.

## Localizare
Centrul sitului Pod Misárňami este situat la coordonatele 49°12′05″N 21°05′00″E / 49.201434°N 21.08344°E.

## Înființare
Situl Pod Misárňami a fost declarat sit de importanță comunitară în septembrie 2017 pentru a proteja 1 specie de animale. Situl a fost protejat și ca arie specială de conservare în octombrie 2017.

## Biodiversitate
Situată în ecoregiunea alpină, aria protejată nu include niciun habitat protejat.
La baza desemnării sitului se află o specie protejată de  nevertebrate: Pholidoptera transsylvanica.